# Instituto Cultural Elias José
O Instituto Cultural Elias José (ICEJ) é uma entidade de cunho literário, cultural e artístico, com sede em Guaxupé, Minas Gerais, que tem como objetivo a divulgação da literatura infantil, com o intuito de manter viva a rica obra do escritor Elias José, privilegiando a linguagem oral, através de contadores de histórias contribuindo para a conservação e engrandecimento do patrimônio cultural mineiro. Foi fundado em 2008, por iniciativa de Silvia Monteiro Elias, viúva do escritor Elias José.

## Estrutura e Trabalho
Atualmente o Instituto funciona em um espaço cedido pela família do escritor, na cidade de Guaxupé. Em salas graciosamente decoradas para entreter o público infantil, são realizadas Contações de Histórias, Poesias Rimadas e apresentações teatrais, além de conter um Sebo em funcionamento, com a ajuda de doações de livros feitas por pessoas da comunidade local e uma Biblioteca Infanto-Juvenil com mais de mil livros no acervo aberta ao público de segunda a sexta-feira.
O ICEJ conta ainda com visitas a diversas entidades guaxupeanas, incentivando nas crianças o gosto pela leitura através do contato com os livros, provocando discussão e reflexão sobre as idéias extraídas dos mesmos.

## Projeto Caixa Mágica de Surpresa
A criação do Projeto Caixa Mágica de Surpresa propõe a interação do livro com a criança, de preferência, ligada às entidades carentes, para que a mesma passe a encarar o livro como um objeto lúdico para facilitar a sua aprendizagem, enriquecendo-a.
Desenvolve atividades literárias e culturais às comunidades educacionais, preferencialmente, às de alta vulnerabilidade social, privilegiando principalmente o incentivo à leitura com crianças.

### Objetivos gerais
- Estimular o gosto pela Literatura como fonte de cultura entre pessoas interessadas, articulando o convívio de crianças com os membros e voluntários ligados ao ICEJ.
- Promover discussões que ressaltem a Literatura como fonte de prazer.
- Fazer com que os Contadores de Histórias sejam o elo entre as crianças para privilegiar a linguagem oral e reviver o prazer de recontar.
- Manter encontros que desenvolvam atividades infantis que estimulem a criação literária e a importância de se conhecer os autores e seus textos.
- Privilegiar a apresentação de peças teatrais que são frutos da literatura oral e escrita;

## Parcerias
O ICEJ conta com a parceria do Grupo Experimental de Teatro Proscênio, da Escola Estadual Polivalente na cidade de Guaxupé, Minas Gerais.
Este grupo participa ativamente de todas as atividades desenvolvidas no ICEJ, desde março de 2009.
Recentemente, eles fizeram uma apresentação do Projeto Caixa Mágica de Surpresa no Teatro Municipal daquela cidade e foram muito aplaudidos pelo público presente.